# Izbica (województwo pomorskie)
Izbica (kaszb. Jizbica, niem. Giesebitz) – stara wieś kaszubska typu ulicówki w Polsce zlokalizowana w województwie pomorskim, w powiecie słupskim, w gminie Główczyce.

## Geografia

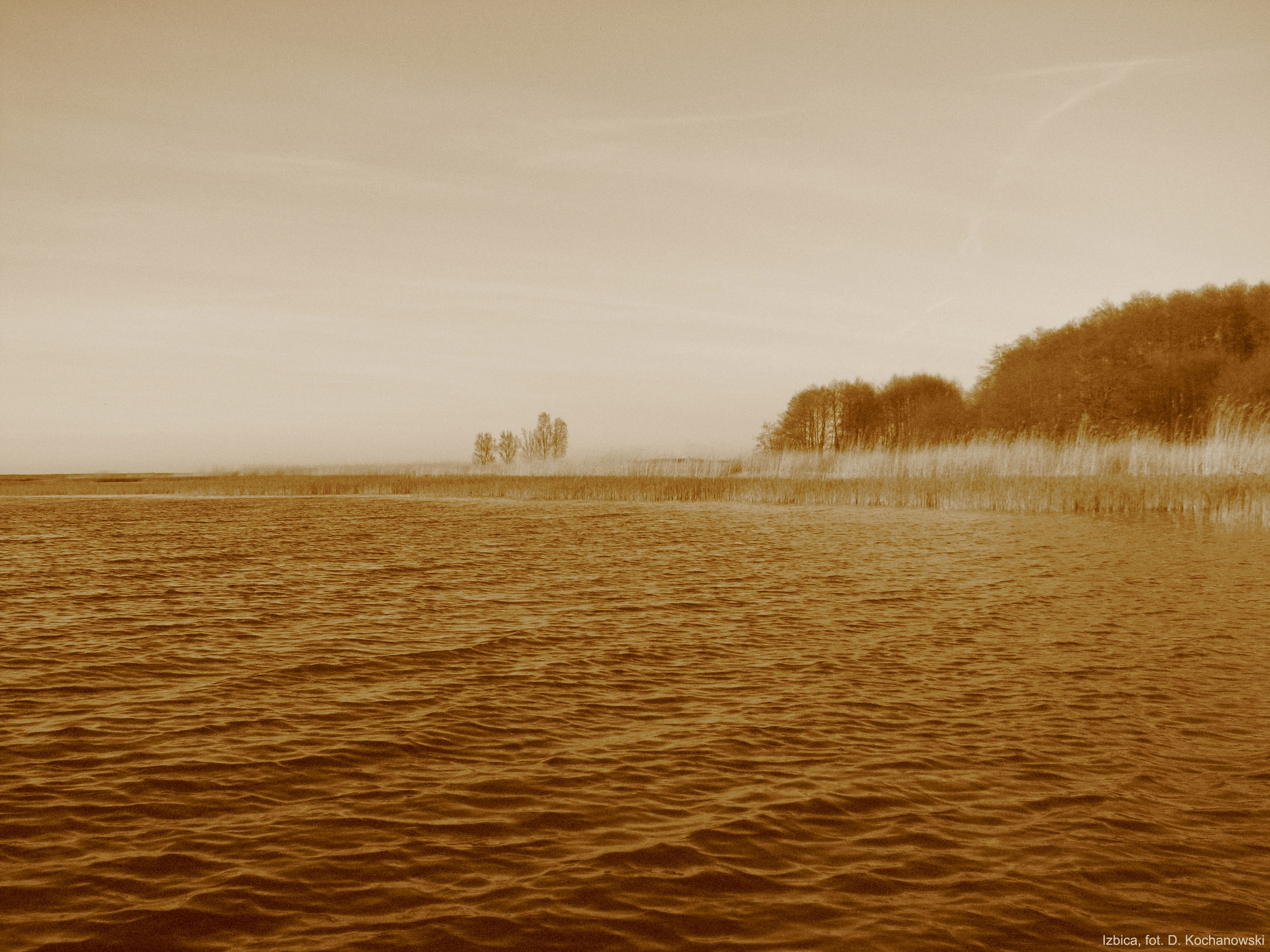
Izbica – brzeg Jeziora Łebsko

Położona jest na Wybrzeżu Słowińskim na południowym obrzeżu Słowińskiego Parku Narodowego nad jeziorem Łebsko.
Wieś leży na międzynarodowym nadmorskim szlaku rowerowym R-10 oraz szlaku żółtym prowadzącym z Łeby do Kluk.
| SIMC    | Nazwa      | Rodzaj    |
| ------- | ---------- | --------- |
| 0744479 | Ameryka    | część wsi |
| 0744485 | Lisia Góra | część wsi |

W okolicach miejscowości znajdują się rezerwaty Bagna Izbickie, Bory Torfowe i Ciemińskie Błota.

## Nazwa
Nazwa miejscowości, wzmiankowana po raz pierwszy w formie Giesebitz w 1583, ma pochodzenie słowiańskie i charakter kulturowy. Może być interpretowana dwojako:
- jako nazwa wyprowadzona od nazwy pospolitej izba „duże pomieszczenie” przy pomocy formantu -ica[7],
- jako nazwa pierwotna wyprowadzona od nazwy pospolitej izbica „narzędzie do kruszenia kry”, przez wzgląd na bliskość jeziora Łebsko[7].

Friedrich Lorentz odnotował formy nazwy w lokalnych gwarach słowińskich: Jĩzbjică, Jì·zbjică wraz z nazwami mieszkańców: Jĩzbjičȯu̯n : Jì·zbjičȯu̯n, Jĩzbjičȯu̯nkă : Jì·zbjičȯu̯nkă „izbiczanin, izbiczanka”. Niemiecka nazwa Giesebitz jest adaptacją fonetyczną pierwotnej nazwy słowiańskiej.
Rada Języka Kaszubskiego proponuje kaszubską formę nazwy Jizbica.

## Historia
W latach 1975–1998 miejscowość administracyjnie należała do województwa słupskiego.

### Zabytki
Na terenie wsi znajduje się kościół (założony w poł. XIX w.), park podworski z drzewostanem pomnikowym (poł. XIX w.), ocalały budynek folwarczny (pocz. XX w.), groby ofiar I wojny światowej, przystań rybacka, punkty widokowe na ruchome wydmy.